# NBA 올 디펜시브 팀
NBA 올 디펜시브 팀(NBA All-Defensive Team)은 1968-69 NBA 시즌부터 정규 시즌 동안 최고의 수비 선수에게 수여되는 전미 농구 협회(NBA)의 연례 영예이다. 올 디펜시브 팀은 일반적으로 1팀과 2팀, 2개의 5인 라인업에 10명의 선수로 구성된다. 투표는 작가와 방송인 123명으로 구성된 패널이 진행한다. 2013-14 NBA 시즌 이전에는 자신의 팀 선수에 대한 투표가 제한되었던 NBA 감독이 투표를 수행했다. 선수들은 각각 첫 번째 팀 투표에서 2점을 받고, 두 번째 팀 투표에서 1점을 받는다. 총 득점이 가장 높은 상위 5명의 플레이어가 첫 번째 팀을 구성하고 그 다음 5명이 두 번째 팀을 구성한다. 어느 팀이든 5위가 동점일 경우 명단이 확장된다. 동점으로 인해 첫 번째 팀이 6명으로 구성되었다면 두 번째 팀도 여전히 5명으로 구성되며, 추가 동점 발생 시 더 많은 선수가 확장될 가능성이 있다. 동점은 여러 차례 발생했으며 가장 최근에는 2013년 타이슨 챈들러(Tyson Chandler)와 조아킴 노아(Joakim Noah)가 동점 표를 얻었다.

## 같이 보기
- 올 NBA 팀